# Kim Seon-ho
Kim Seon-ho (hangul: 김선호, RR: Gim Seon-ho; 8 de mayo de 1986) es un actor surcoreano.

## Biografía
Estudió en el departamento de radiodifusión del Instituto de las Artes de Seúl (Seoul Institute of The Arts).

## Carrera
Es miembro de la agencia SALT Entertainment desde septiembre de 2018.
Desde el 2009 es actor teatral.
En 2017 realizó su debut en la televisión cuando se unió al elenco recurrente de la serie Good Manager, donde dio vida a Sun Sang-tae, un miembro del departamento de operaciones comerciales del Grupo TQ.
En agosto del mismo año se unió al elenco principal de la serie de comedia Strongest Deliveryman, donde interpretó a Oh Jin-kyu.
En noviembre del mismo año se unió al elenco principal de la serie Two Cops, donde interpretó a Kong Soo-chang, un estafador cuya alma entra al cuerpo de Cha Dong-tak (Jo Jung-suk), hasta el final de la serie en enero de 2018.
En septiembre de 2018 se unió al elenco principal de la serie 100 Days My Prince, donde interpretó a Jong Jae-yoon, el sabio e inteligente consejero secreto del príncipe heredero Lee Yool (Do Kyung-soo), y que sufre de prosopagnosia.
El 25 de marzo de 2019 se unió al elenco principal de la serie Welcome to Waikiki 2 (también conocida como «Laughter in Waikiki 2»), donde interpretó a Cha Woo-Shik, un aspirante a cantante que está enamorado de Han Soo-yeon (Moon Ga-young) desde que estudiaron juntos, hasta el final de la serie el 14 de mayo del mismo año. El 21 de octubre del mismo año se unió al elenco principal de la serie Catch the Ghost (también conocida como «Catch Yoo Ryung»), donde dio vida al detective Go Ji-suk, un oficial del departamento de homicidio, hasta el final de la serie el 10 de diciembre del mismo año.
El 18 de marzo del 2020 realizó una aparición especial en la serie Find Me in Your Memory (también conocida como «The Way He Remembers»), donde interpretó al actor Seo Kwang-jin, una de las citas de la actriz Yeo Ha-jin (Moon Ga-young). El 17 de octubre del mismo año se unió al elenco principal de la serie Start-Up (también conocida como «Sandbox»), donde dio vida a Han Ji-pyeong, un alto líder del equipo de SH Venture Investment Firm, hasta el final de la serie el 6 de diciembre del mismo año.
El 28 de agosto de 2021 se unió al elenco principal de la serie El amor es como el chachachá (también conocida como «Seaside Village Cha Cha Cha») donde interpretó a Hong Doo-shik, un hombre que es conocido como el «Sr. Hong» en la ciudad, y aunque está desempleado es un maestro de los trabajos ocasionales que parece ayudar a todos en Gongjin con cualquier situación en la que se encuentren, hasta el final de la serie el 17 de octubre del mismo año. La serie es una versión televisiva de la película Mr. Hong.
Kim Seon-ho comenzó el rodaje de su prmera película, Sad Tropics, en diciembre de 2021. La película fue dirigida por el director Park Hoon Jung, quien produjo películas exitosas como New World, V.I.P y The Witch: Part 1. The Subversion.

## Filmografía

### Series de televisión
| Año     | Título                         | Personaje                  | Notas                           | Ref.                 |
| ------- | ------------------------------ | -------------------------- | ------------------------------- | -------------------- |
| 2017    | Good Manager                   | Sun Sang-tae               | 20 episodios                    |                      |
| 2017    | Strongest Deliveryman          | Oh Jin-kyu                 | 16 episodios                    |                      |
| 2017 18 | Two Cops                       | Kong Soo-chang             |                                 |                      |
| 2018    | You Drive Me Crazy             | Kim Rae-wan                | Drama Special, 1 episodio       |                      |
| 2018    | Your House Helper              | Yong-joon                  | Cameo                           |                      |
| 2018    | 100 Days My Prince             | Jong Jae-yoon              |                                 |                      |
| 2018    | Feel Good to Die               | Entrevistador              | Episodio 4                      |                      |
| 2019    | Welcome to Waikiki 2           | Cha Woo-Shik               | 16 episodios                    |                      |
| 2019    | Catch the Ghost                | Det. Go Ji-suk             | 16 episodios                    |                      |
| 2020    | Find Me in Your Memory         | Seo Kwang-jin              | Episodio 1                      |                      |
| 2020    | Start-Up                       | Han Ji-pyeong              | 16 episodios                    | [ 16 ]               |
| 2021    | Run On                         | Director de cine           | Aparición especial, episodio 16 | [ 17 ] [ 18 ] [ 19 ] |
| 2021    | El amor es como el chachachá   | Hong Doo-shik ("Sr. Hong") | 16 episodios                    |                      |
| 2024    | The Tyrant                     | Director Choi              | 4 episodios                     | [ 20 ] [ 21 ] [ 22 ] |
| 2025    | Si la vida te da mandarinas... | Kim Seon-ho                | 16 episodios                    | [ 23 ] [ 24 ]        |

### Películas
| Año  | Título      | Personaje | Ref.                 |
| ---- | ----------- | --------- | -------------------- |
| 2022 | Sad Tropics | -         | [ 25 ] [ 26 ] [ 27 ] |

### Programas de variedades
| Año     | Programa                         | Función  | Ref.                 |
| ------- | -------------------------------- | -------- | -------------------- |
| 2019    | Amazing Saturday                 | Invitado | [ 28 ]               |
| 2019-21 | 2 Days & 1 Night                 | Miembro  | [ 29 ] [ 30 ] [ 31 ] |
| 2020    | DoReMi Market (Amazing Saturday) | Invitado | [ 32 ] [ 33 ] [ 34 ] |

### Presentador
| Año  | Evento                           | Función                  | Ref.   |
| ---- | -------------------------------- | ------------------------ | ------ |
| 2020 | 34th Golden Disc Awards          | Presentador de categoría | [ 35 ] |
| 2020 | 2020 MBC Music Festival          | Presentador              | [ 36 ] |
| 2021 | The Fact Music Awards (2021 TMA) | Presentador de categoría | [ 37 ] |

### Aparición en videos musicales
| Año  | Intérprete | Canción     | Notas                         | Ref.          |
| ---- | ---------- | ----------- | ----------------------------- | ------------- |
| 2020 | Younha     | "Sleepless" | producido por Epitone Project | [ 38 ] [ 39 ] |

### Teatro
| Año  | Título            | Personaje | Notas | Ref.   |
| ---- | ----------------- | --------- | --- | ------ |
| 2016 | True West Returns | -         | junto a Bae Seong-woo, Oh Man-seok, Kim Jong-gu, Seo Hyun-woo, Lee Hyun-wook, Jung Moon-sung y Lee Dong-ha | [ 40 ] |

### Revistas / sesiones fotográficas
| Año        | Título                | Notas                  | Ref.          |
| ---------- | --------------------- | ---------------------- | ------------- |
| 2020       | Esquire Magazine      |                        | [ 41 ]        |
| 2020       | Noblesse Men Magazine |                        | [ 42 ]        |
| 2020, 2021 | ELLE Magazine         |                        | [ 43 ] [ 44 ] |
| 2021       | Star1 Magazine        |                        | [ 45 ]        |
| 2021       | Dazed Korea Magazine  | Publicación de febrero | [ 46 ]        |
| 2021       | W Korea               |                        | [ 47 ]        |
| 2021       | ELLE Magazine         | Junto a Shin Min-a     | [ 48 ]        |

### Anuncios
| Año  | Título                                                                 | Notas                 | Ref.          |
| ---- | ---------------------------------------------------------------------- | --------------------- | ------------- |
| 2021 | Skincare - "La Roche-Posay"                                            |                       |               |
| 2021 | E-commerce - "11STREET"                                                |                       |               |
| 2021 | MIIMA                                                                  |                       |               |
| 2021 | Domino's Pizza Korea                                                   |                       | [ 49 ]        |
| 2021 | Nau Korea: 2021 Spring / Summer Collection - "Act Right Nau" Nau Korea | Junto a Moon Ga-young | [ 50 ] [ 51 ] |

## Discografía
| Año  | Intérpretes                   | Canción                | Ref.                 |
| ---- | ----------------------------- | ---------------------- | -------------------- |
| 2021 | Kim Seon-ho & Epitone Project | "Reason" (너라는 이유) | [ 52 ] [ 53 ] [ 54 ] |

## Apoyo a beneficencia
En enero de 2021 su agencia anunció que había donado 100 millones de wones (aproximadamente $ 90,300) a la Fundación de Leucemia Infantil de Corea.

## Premios y nominaciones
| Año  | Premio                            | Categoría                                        | Trabajo                              | Resultado | Ref.                 |
| ---- | --------------------------------- | ------------------------------------------------ | ------------------------------------ | --------- | -------------------- |
| 2017 | 31st KBS Drama Award              | Mejor actor revelación                           | Good Manager y Strongest Deliveryman | Nominado  |                      |
| 2017 | 36th MBC Drama Award              | Mejor personaje (personaje cómico)               | Two Cops                             | Nominado  |                      |
| 2017 | 36th MBC Drama Award              | Mejor actor revelación                           | Two Cops                             | Ganador   |                      |
| 2017 | 36th MBC Drama Award              | Premio a la excelencia, actor drama lunes-martes | Two Cops                             | Ganador   |                      |
| 2020 | 5th Asia Artist Award             | Popularity Award (Actor)                         | —                                    | Nominado  |                      |
| 2020 | 5th Asia Artist Award             | AAA Best Emotive (Actor)                         | —                                    | Ganador   | [ 56 ] [ 57 ] [ 58 ] |
| 2020 | Asia Model Award                  | Model Star Award                                 | —                                    | Ganador   | [ 59 ]               |
| 2020 | 2020 KBS Entertainment Award      | Rookie Award for Show & Variety                  | 2 Days & 1 Night                     | Ganador   | [ 60 ]               |
| 2021 | Brand Customer Loyalty Award      | Male Actor – Trendy Icon                         | —                                    | Ganador   | [ 61 ]               |
| 2021 | Brand Customer Loyalty Award      | Male Multi-tainer                                | —                                    | Ganador   | [ 62 ]               |
| 2021 | 57th Baeksang Arts Award          | Best Supporting Actor                            | Start-Up                             | Nominado  | [ 63 ]               |
| 2021 | 57th Baeksang Arts Award          | TikTok Popularity Award                          | Start-Up                             | Ganador   | [ 64 ] [ 65 ]        |
| 2021 | Premios Asia Artist               | U+ Idol Live Popularity Award (Actor)            | —                                    | Ganador   |                      |
| 2021 | Premios Asia Artist               | RET Popularity Award (Actor)                     | —                                    | Ganador   | [ 66 ]               |
| 2022 | Premios Asia Artist               | Asia Celebrity Award - Actor                     | —                                    | Ganador   | [ 67 ]               |
| 2022 | Premios Asia Artist               | Best Choice Award - Actor                        | —                                    | Ganador   | [ 68 ]               |
| 2022 | Premios Asia Artist               | DCM Popularity Award - Actor                     | —                                    | Ganador   | [ 69 ]               |
| 2022 | Premios Asia Artist               | Idol Plus Popularity Award - Actor               | —                                    | Ganador   | [ 70 ]               |
| 2022 | Premios Seoul International Drama | Actor coreano destacado                          | El amor es como el chachachá         | Ganador   | [ 71 ]               |
| 2023 | Premios Asia Artist               | Asia Celebrity Award - Actor                     | —                                    | Ganador   | [ 72 ]               |
| 2023 | Premios Asia Artist               | Best Artist Award - Actor                        | —                                    | Ganador   | [ 73 ]               |
| 2023 | Premios Asia Artist               | Idol Plus Popularity Award - Actor               | —                                    | Nominado  | [ 74 ]               |
| 2023 | Premios Blue Dragon Film          | Mejor actor revelación                           | Sad Tropics                          | Nominado  |                      |
| 2023 | Premios Blue Dragon Film          | Premio Estrella Popular                          | Sad Tropics                          | Ganador   | [ 75 ]               |
| 2023 | Premios Buil FIlm                 | Mejor actor revelación                           | Sad Tropics                          | Ganador   | [ 76 ]               |
| 2023 | Premios Buil FIlm                 | Premio Estrella Popular                          | Sad Tropics                          | Nominado  | [ 77 ]               |
| 2023 | Premios Grand Bell                | Mejor actor revelación                           | Sad Tropics                          | Ganador   | [ 78 ]               |
| 2024 | Premios Asia Artist               | Idol Plus Popularity Award - Actor               | —                                    | Nominado  | [ 79 ]               |
| 2024 | Premios APAN Star                 | Mejor actor en serie web corta                   | The Tyrant                           | Nominado  | [ 80 ]               |
| 2024 | Premios APAN Star                 | Actor más popular                                | The Tyrant                           | Nominado  |                      |
| 2024 | Premios Baeksang Arts             | Mejor actor revelación (cine)                    | Sad Tropics                          | Nominado  | [ 81 ] [ 82 ]        |